# Untergang des Römischen Reiches

Das Weströmische und Oströmische Reich um 476

Der Untergang des Römischen Reiches im Westen ist ein viel diskutiertes Thema der Altertumswissenschaft. Es geht dabei um die Gründe für den allmählichen Niedergang des westlichen Reichsteils, der mit der Absetzung des weströmischen Kaisers Romulus Augustulus im Jahr 476 (bzw. mit dem Tod des letzten von Ostrom anerkannten Kaisers Julius Nepos im Jahr 480) endete, wobei höchst unterschiedliche Theorien entworfen wurden und werden. Zentral ist hierbei vor allem die Frage, ob primär innere Faktoren (z. B. strukturelle Probleme, angebliche Dekadenz, religiöse und soziale Umbrüche, Bürgerkriege) oder der Druck durch äußere Angreifer (Völkerwanderung, Germanen, Hunnen, Perser) für den Niedergang des Reiches verantwortlich zu machen sind. Die Frage nach dem Untergang des Römischen Reiches ist eng verknüpft mit den Wandlungsprozessen der Spätantike sowie der Definitionsfrage um das Ende der Antike.
Die Osthälfte des Römischen Reiches überdauerte den Zusammenbruch des weströmischen Kaisertums. Sie durchlief als Byzantinisches Reich mehrere Transformationen und fand erst 1453 mit der Eroberung Konstantinopels durch Sultan Mehmed II., bei welcher der letzte byzantinische Kaiser Konstantin XI. den Tod fand, ihr Ende.

## Überblick
Die Positionen, die in der historischen Forschung zum Ende des Römischen Reiches im Westen vertreten wurden und werden, sind sehr vielfältig. Die meisten lassen sich jedoch grob den folgenden vier Ansätzen zuordnen:
- Dekadenz: Diese vor allem in der älteren Forschung sowie in populärwissenschaftlichen Publikationen weit verbreitete Ansicht geht davon aus, dass das Römische Reich spätestens seit der Reichskrise des 3. Jahrhunderts einem (auch moralischen) Verfallsprozess ausgesetzt gewesen sei; Macht und Wohlstand hätten langfristig zu einem Werteverfall geführt, der die ökonomische und militärische Stärke des Imperiums schleichend schwinden ließ. Seit der Aufklärung wurde in diesem Zusammenhang oft das Christentum als ein wesentlicher Faktor benannt, während insbesondere marxistisch beeinflusste Gelehrte vor allem sozioökonomische Krisen verantwortlich machten. Äußeren Angriffen wurde hingegen nur eine sekundäre Bedeutung zugesprochen.
- Katastrophe: Im Gegensatz zur Dekadenztheorie hat dieser ebenfalls früh formulierte Ansatz auch heute noch Vertreter in der Fachwissenschaft. Diese gehen davon aus, dass es der gewachsene äußere Druck gewesen sei, der im 4. und 5. Jahrhundert zum Untergang Westroms geführt habe. Eine wichtige Rolle wird dabei dem Auftreten der Hunnen zugeschrieben, deren Vorstoß in den Westen eine Völkerwanderung ausgelöst habe, der das dünn besiedelte, durch Ertragsrückgänge[2] und Fiskalschwäche sowie Sonderinteressen des Provinzadels geschwächte Westreich nicht habe standhalten können. Zudem sei der Vorstoß der Hunnen und Germanen vom Ostreich gezielt nach dem Westen umgelenkt worden. Folgt man dieser Sichtweise, so wurde Westrom von (überwiegend germanischen) Invasoren erobert; sein Ende ist also primär das Ergebnis katastrophaler Ereignisse, die über ein allerdings geschwächtes Westreich von außen hereinbrachen. Aktuelle Vertreter dieser Position sind unter anderem Peter J. Heather und Bryan Ward-Perkins.[3]
- Transformation: Weit verbreitet ist in der gegenwärtigen Forschung die Ansicht, es sei irreführend, von den politischen Veränderungen überhaupt auf einen Untergang Roms zu schließen. Vielmehr lasse sich in kultureller, sozialer und ökonomischer Hinsicht stattdessen ein langsamer Wandlungsprozess beobachten, an dessen Ende sich das Imperium Romanum in die Welt des Mittelalters transformiert habe, ohne dass radikale Brüche zu konstatieren seien. Aktuelle Vertreter dieser Position sind unter anderem Peter Brown, der dabei vor allem die Entwicklung der Religion und das Oströmische Reich im Blick hat, ferner Walter A. Goffart und Averil Cameron. Auch Max Weber vertrat die These, dass sich das Römische Reich in der späten Kaiserzeit in eine vorfeudale Gesellschaft transformierte; er betonte jedoch die Krisenhaftigkeit dieser Entwicklung.[4]
- Bürgerkrieg: In jüngster Zeit wird vermehrt die Position vertreten, das Ende Westroms sei weder durch eine friedliche Transformation noch durch äußere Angriffe verursacht worden, sondern sei vielmehr eine Konsequenz aus jahrzehntelangen Bürgerkriegen gewesen, durch welche Macht und Ansehen der weströmischen Regierung so sehr erodiert seien, dass nach ihrem Kollaps schließlich die Anführer (reges) reichsfremder Söldnerheere (foederati) an ihre Stelle getreten seien und lokale Herrschaften etabliert hätten. Aktuelle Verfechter dieser in Ansätzen schon von Hans Delbrück vertretenen Position sind unter anderem Guy Halsall,[5] Henning Börm[6] und Christian Witschel.

## Ältere Forschungsmeinungen
Lange Zeit galt es unter Historikern und Gelehrten als weitestgehend selbstverständlich, von einem „Verfall und Untergang“ des Imperium Romanum während der Spätantike zu sprechen; lediglich die Ursachen hierfür waren umstritten.
In der älteren Forschung gab hierbei vor allem Edward Gibbon den Ton an. In seinem epochalen Werk The History of the Decline and Fall of the Roman Empire postulierte Gibbon bereits im 18. Jahrhundert die Ansicht, (West-)Rom sei nicht durch äußere Einwirkungen, sondern viel mehr wegen innerer Schwäche untergegangen. Dabei gab er zu einem nicht geringen Teil dem Christentum die Schuld. Dieses habe die alten Kräfte des Römischen Reiches geschwächt. Er schloss sich auch der Dekadenztheorie Montesquieus an, während seine Überlegungen zum Christentum den Ideen Voltaires folgen. Der letztendliche Zusammenbruch sei schließlich eine Folge des Drucks durch die äußeren Feinde auf das innerlich bereits entscheidend geschwächte Imperium gewesen. Noch im 19. und frühen 20. Jahrhundert gab man oft dem Christentum und dem äußeren Druck durch die Germanen auf das Reich die Schuld am Fall Roms (wobei insbesondere deutsche und britische Gelehrte dies nicht immer negativ bewerteten). Noch Otto Seeck sah die Spätantike als eine reine Verfallszeit an, während Henri Pirenne als Grund für den Zusammenbruch der spätantiken Mittelmeerwelt nicht die Germanen, sondern erst den Ansturm des Islam anführte (siehe Islamische Expansion und Pirenne-These). Auch Alfred Rosenberg deutete die Spätantike als Verfallszeit, machte hierfür aber gemäß der NS-Ideologie einen angeblich wachsenden Einfluss orientalischer bzw. semitischer Völker verantwortlich: Die Germanen hätten das Abendland gerettet, indem sie das durch Rassenmischung dekadent gewordene Römische Reich erobert und so das „Völkerchaos“ beendet hätten.
Obwohl nicht alle Gelehrten der Meinung waren, innerer Verfall sei am Ende Roms zumindest prominent beteiligt gewesen, dominierte der Dekadenzgedanke dennoch lange Zeit die historische Forschung. Die Vorstellung, große Reiche würden – wie Lebewesen – regelhaft einen Zyklus von Aufstieg, Blüte und Verfall durchleben, wurde bereits in der Antike formuliert, etwa von Herodot und Xenophon in Bezug auf Persien, von Sallust und Ovid (Abfolge der Zeitalter: vom goldenen zum eisernen) in Bezug auf die Römische Republik. Sie hat im abendländischen Denken bis heute tiefe Spuren hinterlassen. Es lag daher nahe, auch das Ende des Weströmischen Reiches nach diesem einfachen Muster zu deuten. So sah auch Oswald Spengler in seinem Hauptwerk Der Untergang des Abendlandes einen zyklischen Verlauf als Grundprinzip der Weltgeschichte: Auf den Aufstieg eines Großreiches folge der Niedergang. Arnold Joseph Toynbee sah ein Versagen der moralischen Instanzen, aber auch den Zufall, der eine Rolle spielte. Diese zyklische Schule findet zum Teil auch heute noch Anhänger, allerdings kaum mehr unter Althistorikern. Die Spätantike wird in diesem Sinne bis heute gerne als Spiegelbild der eigenen Gesellschaft gedeutet, der man ebenfalls Verfallstendenzen zuschreibt.
Der doktrinäre Liberalismus und die späte Aufklärung – so vor allem Edward Gibbon, der freilich zugleich den Zerfall der römischen Institutionen bedauerte – sahen in der staatlichen Reglementierung und Überbesteuerung, in der zunehmenden Bindung der Bauern an die Scholle und der Produzenten an die Zünfte sowie in den vielen Staatsbetrieben die Ursache des Untergangs des Römischen Reichs; doch machten sich diese Faktoren im frühen 5. Jahrhundert vor allem im Westen des Reichs negativ bemerkbar. Das im Hinblick auf sein städtisches Gewerbe und seinen Handel wesentlich weiter entwickelte, bevölkerungsreichere Ostreich überlebte mit Staatsintervention und Fiskalismus noch Jahrhunderte. Hier waren die hohen Verwaltungsämter nicht im gleichen Umfang im Besitz des Grundadels wie im Westen; seine Steuerprivilegien waren geringer ausgeprägt und es standen mehr Finanzen für Militär und Verwaltung sowie Arbeitskräfte und Soldaten zur Verfügung.
Auf einen Rückfall in die Naturalwirtschaft führten Max Weber wie auch Hans Delbrück den Verfall des Römischen Reiches zurück. Weber ging davon aus, dass die Verwandlung des expansiven Römischen Reichs von einem Seehandel treibenden in einen Binnenstaat mit überwiegend agrarischer Bevölkerung und die Dominanz der Großagrarier, die ihre Latifundien von Sklaven bewirtschaften ließen, sowie die zunehmende Bindung der Kleinpächter (Kolonen) an den Boden zum Rückgang der Produktion für den Markt, zum Aufstieg der Naturalwirtschaft und zur zunehmenden Autonomie der Gutshöfe führten. Die landwirtschaftliche Produktion war auf fortwährenden Zukauf von Sklaven angewiesen, da diese nicht in Familien lebten und sich nicht reproduzierten. Die „Entkommunalisierung“ der großen zunehmend autarken Güter, also ihre Herauslösung aus der städtischen Wirtschaft, und die zunehmend naturalwirtschaftliche Finanzverfassung führten nach Weber zum Verfall der Städte und der Geldwirtschaft sowie zur Stadtflucht. Selbst die Beamten wurden zu Diokletians Zeiten teils naturalwirtschaftlich entlohnt. Andererseits kam es bereits zur Zeit des Tiberius zu einem deutlichen Arbeitskräfte- und Rekrutenmangel, zu immer häufigeren Sklavenjagden, zur Verwendung von noxii (Verbrechern) als Sklaven und zur Beleihung der Grenzvölker mit Land gegen Kriegspflichtdienste zur Grenzsicherung. Viele Sklaven mussten zur Nachwuchssicherung aus dem kasernenähnlich organisierten Gutshofsystem entlassen und der Familie zurückgegeben werden; ihr Status näherte sich dem der Kolonen – also der fronabhängigen Bauern –, während diese immer abhängiger wurden. Steuererhöhungen führten dazu, dass Flächen mit geringer Produktivität stillgelegt wurden, und die Arbeitsproduktivität der Landwirtschaft sank. Die Gesellschaft, die früher durch den Gegensatz von Freien und Unfreien strukturiert war, näherte sich mit dem Kolonensystem den frühfeudalen Verhältnissen der Merowingerzeit an. Tatsächlich wurde dieses System zum Teil in den nachrömischen Königreichen der Goten, Vandalen, Burgunder und Franken übernommen.
Schwer habe auch der schon früh von verschiedenen Autoren erkannte technologische Stillstand in der Zeit nach der Herrschaft Trajans beigetragen, weil er nicht nur zur Stagnation des Handwerks (Weberei, Töpferei) führte, sondern vor allem die Intensivierung der Landwirtschaft verhindert habe. Die für die Mittelmeerregion geeigneten Methoden versagten auf schwereren Böden. Es gab noch kein Zuggeschirr für Pferde; stattdessen wurden Ochsen eingesetzt. Geerntet wurde von Hand mit der Sichel (mit Ausnahme einer auf ebenen Feldern in Gallien eingesetzten Mähmaschine). Nicht einmal Schubkarren existierten, obwohl sie bereits in Griechenland erfunden worden waren. Lediglich Wassermühlen verbreiteten sich, wenngleich sehr langsam.
Der Widerspruch zwischen der wachsenden Bedeutung der Naturalwirtschaft, die mit der erheblichen Last verbunden war, die Güter an den Ort zu bringen, an dem sie benötigt wurden, und den Verkehrserfordernissen eines überdehnten Weltreichs, das auf die Geldwirtschaft angewiesen blieb, habe zu seinem Zerfall in territoriale Sondergebiete beigetragen, worauf Weber in Anlehnung an Karl Rodbertus schon in Einleitung und Schlusskapitel der Römischen Agrargeschichte hinwies. Diese Loslösung territorialer Sondergebiete vom Zentralstaat ist nach Delbrück vor allem auf die Germanisierung des römischen Militärs zurückzuführen.

## Neuere Forschungspositionen
Die populäre Vorstellung, „spätrömische Dekadenz“ habe zum Ende des Imperiums geführt, wird von der großen Mehrheit der Fachhistoriker schon seit Jahrzehnten nicht mehr vertreten. Heute wird die Spätantike, in deren Zeitraum (etwa 300 bis 600) der Fall Roms fiel, viel differenzierter gedeutet als beispielsweise noch von Otto Seeck.
Die lange so dominante Dekadenztheorie wird heute in Fachkreisen als obsolet betrachtet, zumal viele neuere Arbeiten die Vitalität der Epoche betonen, wobei sich jedoch Akzente (etwa im kulturellen Bereich) verschoben. Diese Neubewertung hängt auch damit zusammen, dass man die „klassische Antike“ inzwischen weit weniger idealisiert als früher, sondern sich zumeist um eine neutralere Bewertung der anschließenden Epoche bemüht.
Gleichwohl lässt sich ab dem 6. Jahrhundert im Westen, im 7. Jahrhundert auch im Osten (allerdings deutlich weniger ausgeprägt als im Westen) ein starker Rückgang der Bildungsaktivitäten und -einrichtungen feststellen. Dieser Prozess war keineswegs einheitlich und regional zudem sehr unterschiedlich: So erlebte beispielsweise die spätantike Kultur in Italien unter der Herrschaft des Ostgotenkönigs Theoderich im frühen 6. Jahrhundert eine Spätblüte (siehe Boethius und Quintus Aurelius Memmius Symmachus). Erst der Gotenkrieg (535–554) und der Einfall der Langobarden 568 verwüsteten das Land.
Das Oströmische Reich bewahrte wesentlich mehr vom antiken Bildungsgut (die Beschäftigung damit riss auch nie ab), doch der lange Perserkrieg von 603 bis 628/29 und die folgende Islamische Expansion drängten das Reich in einen langen Abwehrkampf, in dessen Folge sich Gesellschaft und Kultur stark wandelten. Für das lateinsprachige Mitteleuropa begann im 6. Jahrhundert eine Periode des Verfalls der griechisch-römischen Bildungskultur, zugleich wurde die Verbreitung der Volkssprachen beschleunigt. Die Karolingische Renaissance, die Karl der Große aktiv förderte, führte allerdings um 800 wieder zu einer verstärkten Beschäftigung und Bewahrung antiker Werke.
Die aktuelle Forschung betont jedoch statt einer Verfalls- und Untergangstheorie den Transformationsansatz. Diese aktuelle Mehrheitsmeinung in der Forschung wird allerdings in den letzten Jahren von einigen Gelehrten (z. B. Ward-Perkins und Heather) angegriffen. Diese kommen, vor allem ausgehend von archäologischen Befunden, zu einem wesentlich negativeren Fazit und sprechen wieder von einem Niedergang, der im 5. Jahrhundert Westrom und im frühen 7. Jahrhundert Ostrom betroffen habe. Auch diese Forscher halten allerdings nicht innere Verfallserscheinungen für die Ursache dieser Entwicklung, sondern Druck durch äußere Feinde und ökonomische Schwierigkeiten.
Doch ist der wirtschaftliche Niedergang als Begründung des Verfalls wohl nur bedingt gültig. Vielmehr war die Spätantike eine Zeit des Umbruchs und der oft ungebrochenen wirtschaftlichen Vitalität, vor allem – aber anfangs nicht nur – im Osten, auch wenn es wohl in einigen Regionen zu einem Bevölkerungsrückgang kam. Als alleiniges Erklärungsmuster scheidet dieser Faktor dadurch aus, dass nicht nur im insgesamt vitaleren Osten, sondern lange Zeit auch im Westen, selbst nach den zahlreichen Kriegszügen im 5. Jahrhundert, die Wirtschaftskraft regional durchaus noch stark ausgeprägt war, wie die neuere Forschung nachweisen konnte. Beispiele sind Teile Galliens oder Nordafrikas; anders sah es jedoch etwa in Britannien aus, wo schon im 4. Jahrhundert die Stadtflucht einsetzte. Auch im Rheinland und im Maasgebiet kam es zu einem Rückgang der Siedlungs- und Wirtschaftsaktivitäten.
Kritisiert wird heute auch die abwertende Bezeichnung Dominat, die eher die Haltung mancher liberaler Historiker des 19. Jahrhunderts wie Theodor Mommsen reflektiert, die im spätrömischen Reich eine Militärdiktatur bzw. eine Despotie erblickten. Die Bürokratisierung nahm zwar zu, wenngleich das römische Reich im Vergleich zu modernen Gesellschaften eher unteradministriert war, allerdings auch die gesellschaftliche Mobilität. Zudem waren viele Züge dieser Entwicklung schon viel früher feststellbar. Das Militär entzog sich oft der Kontrolle des Kaisers, ebenso wie die Kirche und Teile der Aristokratie, was wesentlich schwerwiegender war. In jene Zeit fiel vielleicht auch ein Rückgang der Sklaverei, was aber in der Forschung nicht unumstritten ist, während es seit dem 4. Jahrhundert verstärkt Kolonate gab (also die Bindung der Bauern an das Land, wobei die Kolonen auch in ihrer Amts- und Heiratsfähigkeit eingeschränkt waren).
Die Schuld, die dem Christentum früher oftmals gegeben wurde, ist ebenfalls differenzierter zu betrachten. So wandten sich viele Männer von höchster Integrität dem Christentum zu und verbrachten ihr Leben im Dienst der Kirche, gingen so aber dem Staat verloren. Andererseits stabilisierte die neue Religion das Kaisertum; dass der noch stärker und früher christlich geprägte Osten das 5. Jahrhundert überdauerte, spricht entschieden gegen die Annahme, das Christentum habe Roms Untergang bewirkt. Die staatliche Bürokratie hatte mit Korruptionsproblemen zu kämpfen, deren Bedeutung inzwischen aber umstritten ist. All jene Forscher, die primär innere Faktoren für den Untergang des Reiches verantwortlich machen, müssen sich dabei grundsätzlich der Frage stellen, wieso der Osten des Imperiums die Krisen des 5. und 6. Jahrhunderts im Unterschied zum Westen praktisch unbeschadet überdauerte und anschließend sogar die Islamische Expansion (in drastisch verringerter Größe) überstand. Eine mögliche Antwort hierauf ist der Verweis auf die lange Kette an Bürgerkriegen, die Westrom im 5. Jahrhundert erlebte und die die Autorität des westlichen, nicht aber des östlichen Kaisertums auf die Dauer vernichteten (so etwa Halsall und Börm).
Die reguläre Armee war in der spätrömischen Epoche besonders im Westen oft nicht mehr in der Lage, die Grenzen effektiv zu schützen. Gründe waren wohl eine gemessen an den Herausforderungen zu geringe Mannschaftsstärke sowie Rüstungsfortschritte der Germanen; sehr bedeutsam waren aber auch die blutigen innerrömischen Auseinandersetzungen, die seit 402 wie schon im 3. Jahrhundert zu einer Entblößung der Außengrenzen führten. Einen bedeutenden Aderlass stellte zwar auch die Schlacht von Adrianopel (378) dar, doch betraf diese Niederlage lediglich die oströmische Armee. Im Osten stand dem Imperium mit dem Sassanidenreich allerdings ein beinahe gleichwertiger Gegner mit einer regulären Armee gegenüber, was dazu führte, dass man dem Westen nur begrenzt helfen konnte. Andererseits waren die Römer den Barbaren militärisch grundsätzlich weiterhin überlegen. So behielten die kaiserlichen Truppen nach wie vor in der Regel die Oberhand über die hunnischen und germanischen Kriegerverbände; es ist kein Zufall, dass das römische Heer die weitaus größten Verluste nicht bei der Abwehr äußerer Feinde, sondern in inneren Konflikten erlitt, so insbesondere in der Schlacht bei Mursa (351) und der Schlacht am Frigidus (394): Zwischen 350 und 400 unterlag die weströmische Armee der oströmischen in drei sehr blutigen Bürgerkriegen, was die Abwehrkräfte des Westens erheblich schwächte. Sogar die blutige Schlacht auf den Katalaunischen Feldern (451) wird heute von einigen Historikern als ein primär innerrömischer Konflikt interpretiert, bei dem Attila lediglich die Feinde des Flavius Aëtius unterstützt habe.
Die neuere Forschung betont daher vor allem die Finanzierungsprobleme des Reiches: Ostrom konnte aufgrund seiner Wirtschaftskraft, der insgesamt stabilen Lage des Kaisertums in der Festungsstadt Konstantinopel und der weitgehend friedlichen inneren Verhältnisse auch im 5. und 6. Jahrhundert eine Armee unterhalten, die ihren Aufgaben insgesamt gerecht werden konnte. Im Westen war dies nach 400 immer weniger der Fall, vor allem, weil die Zentralregierung angesichts andauernder Wirren schrittweise die Kontrolle über wichtige Reichsteile einbüßte. Die Vandalen eroberten in den 430er Jahren die reichste weströmische Provinz, Africa, die für die Getreideversorgung Italiens von zentraler Bedeutung war, während schließlich weite Teile Hispaniens und Galliens in den 460er und 470er Jahren an die Goten fielen. Das Steueraufkommen Westroms sank dementsprechend dramatisch ab, die regulären Truppen konnten nicht mehr finanziert werden. Der weströmische Staat fiel im 5. Jahrhundert letztlich einem politischen Erosionsprozess zum Opfer.
Die notgedrungenen Anwerbungen nichtrömischer Söldner (foederati) nahmen zugleich immer mehr zu, da dies ungleich billiger und zeitsparender war als der Unterhalt regulärer Truppen. Hinzu kam der Druck auf die Grenzen. Westrom gelang es nach Ansicht mancher Forscher zuletzt nicht mehr, die Germanen zu kontrollieren und in den Reichsverband einzubinden. Das vielbeschworene Problem mit „unzuverlässigen“ Barbaren trat allerdings fast nur bei foederati auf, also den als Bundesgenossen unter eigenen Anführern (reges) dienenden Germanen (und auch dort nur selten), nicht bei den ins reguläre Heer integrierten Germanen. Über die Rolle, die die Germanen letztlich bei der Entstehung der mittelalterlichen Welt spielten – übernahmen sie das ohnehin zusammenbrechende Weströmische Reich eher, als dass sie es gewaltsam erobert hätten? –, besteht bis heute keine Einigkeit. Der weitgehend fehlende Widerstand gegen die Germanen kann nach Ansicht mancher Forscher eigentlich nur zweierlei bedeuten: Entweder seien die einst so kriegerischen Römer im Westen auf einmal in Apathie verfallen, oder aber man habe die Barbaren gar nicht als bedrohliche Eindringlinge empfunden, sondern als Neuankömmlinge in den Diensten Roms, die lediglich die Aufgaben der regulären Armee übernahmen.
Unfähige oder zu junge Kaiser (Honorius, Valentinian III.) und die Haltung manch eines magister militum (Heermeister), die Waffen gegen die eigenen Leute zu erheben, um so die eigene Position zu stärken, trugen zum Machtverlust des westlichen Kaisertums bei. Die Heermeister im Westreich waren im 5. Jahrhundert die eigentliche Macht hinter dem Thron, während ihr Einfluss in Ostrom begrenzt werden konnte. Manchem Kaiser, wie etwa Majorian oder Anthemius, gelang es aber noch in der Endphase Westroms, wenigstens zeitweise wieder die Initiative zu gewinnen; umkehren konnten sie den Prozess allerdings nicht. Westroms Macht war schon vor 476 bzw. 480 zeitweilig nur noch ein Schatten ihrer selbst – die kaiserliche Zentralregierung in Ravenna wurde schließlich von den (nicht immer germanischen) Heermeistern ausgehebelt. Als Zäsur gilt die Ermordung des weströmischen Heermeisters Flavius Aëtius 454, der (durchaus nicht uneigennützig) mit seinen Armeen die Herrschaft Ravennas in Italien, weiten Teilen Galliens sowie in Katalonien und Dalmatien aufrechterhalten hatte. Als dann Kaiser Anthemius 468 mit dem verzweifelten Versuch scheiterte, das reiche Nordafrika gewaltsam wieder zu unterwerfen, verlor das weströmische Kaisertum alle verbliebene Autorität und wurde 476 als überflüssig abgeschafft.
Die germanischen Föderaten übernahmen um 470 die Verwaltung ihrer Gebiete selbst, sie erkannten aber in der Regel den oströmischen Kaiser zunächst weiterhin als ihren Oberherren an. Noch Justinian war überdies in der Lage, den römischen Herrschaftsanspruch im Westen auch militärisch durchzusetzen – zumindest teilweise und für begrenzte Zeit. Erst die islamische Expansion, die die Kaiser in Konstantinopel für alle Zukunft daran hinderte, im Westen wirksamen Einfluss auszuüben, bedeutete den endgültigen Untergang des Römischen Reiches.
Einen soziologisch-komplexitätstheoretischen Erklärungsansatz, der dem von Max Weber vertretenen nicht unähnlich ist, liefert Joseph Tainter in seinem Buch The Collapse of Complex Societies. Während Weber die sinkende Produktivität der Landwirtschaft als kritischen Faktor ansieht, betrachtet Tainter die Ressourcen- und „Energie“versorgung des Reichs insgesamt. Energie meint dabei vor allem Nahrungsmittel und Futtermittel (in erster Linie für die Armee), aber auch menschliche Energie, also die Versorgung mit Sklaven. Der unter steigenden Ressourcenproblemen leidende expansive Staat „löste“ lange Zeit erfolgreich diese Versorgungsprobleme durch die Eroberung immer neuer agrarischer Nachbarregionen. Mit dem allmählichen Übergang vom See- zum Binnenstaat wuchsen die Kosten des Transports, der Kommunikation und der Zivilverwaltung steil an. Seit dem 3. Jahrhundert wuchsen insbesondere die Besatzungs- und Garnisonskosten; so musste z. B. in den Partherkriegen eine umfangreiche gepanzerte Kavallerie (Kataphrakt) aufgebaut werden. Um die Naturalsteuern aus entfernten Regionen noch eintreiben und Sklaven beschaffen zu können, mussten die Provinzialverwaltungen und das Steuererhebungssystem stark ausgebaut werden. Die Grenzerträge dieser enormen Aufwendungen sanken jedoch. Die bloße Aufrechterhaltung und Sicherung der überkomplexen, regional überdehnten Staatsstruktur erforderte immer mehr Ressourcen, die nicht mehr durch neue Eroberungen beschafft werden konnten. Unter dem Dominat wurde die Bevölkerung bis an die Grenze des Möglichen besteuert. Doch die Invasionen konnten so nicht mehr verhindert werden. Das Reich zerfiel in kleinere Einheiten, für die der Nutzen der Autonomie größer war als der der Zugehörigkeit zum Reich. Die germanischen Königreiche hatten wesentlich geringere administrative und militärische Kosten und waren resilienter gegenüber Invasionsversuchen.
Es ist bislang nicht gelungen, eine eindeutige Antwort auf die Frage zu formulieren, warum das Weströmische Reich unterging. Die angebliche „Dekadenz“ war nach Ansicht der allermeisten heutigen Forscher kein entscheidender Faktor, wenngleich es durchaus Quellenaussagen gibt, die den (angeblichen oder tatsächlichen) „Sittenverfall“ der Oberschicht beklagen – denn derartige Klagen gab es zu allen Zeiten und in allen Gesellschaften. Im kulturellen Bereich dominierten zwar neue Formen, doch war etwa die literarische Produktion noch immer beachtlich. Im Bereich der Geschichtsschreibung etwa entstanden insbesondere in Ostrom noch bis ans Ende der Antike bedeutende Werke (siehe unter anderem Ammianus Marcellinus, Olympiodoros von Theben, Priskos, Prokopios von Caesarea); zu nennen sind daneben auch Dichter wie Claudian und Gorippus oder Philosophen wie Boethius, Simplikios und Damaskios. Allgemein wird die Spätantike in der neueren Forschung deutlich positiver bewertet, als dies in der älteren Forschung der Fall war.
Eine Mitschuld am Untergang des Westreiches trugen sicherlich gewisse systemimmanente Mängel in der Verwaltung und der Armee, doch betrafen diese grundsätzlich auch den erfolgreicheren Osten, so dass sie als Erklärung nicht genügen. Vor allem war der Westen ökonomisch und militärisch wohl nicht stark genug. Hier setzt zumindest der (umstrittene) Erklärungsansatz von Forschern wie Peter J. Heather an: Seit dem Aufkommen des Sassanidenreichs im 3. Jahrhundert stand dem Imperium Romanum anders als zuvor permanent ein gefährlicher Rivale gegenüber, der die Anspannung aller Kräfte verlangt habe; als mit dem Auftreten der Hunnen und dem dadurch, so Heather, bedingten Beginn großer Völkerbewegungen der Druck auf die römische Nordgrenze stark zunahm, sei zumindest das Westreich überfordert gewesen. Es sei von der Wucht der sogenannten Völkerwanderung (375–568) mit ganzer Härte getroffen worden, zumal dort weniger Truppen lagen als an Donau und Euphrat. Der Westen verfügte zudem nicht über die Bevölkerungszahlen und die hohe Wirtschaftskraft des Ostreichs, und seine Provinzen waren verwundbarer als die des Ostens (siehe auch Rheinübergang von 406). Des Weiteren gelang es dem weströmischen Staat (so etwa Heather und Jones) offenbar immer weniger, auf das zum Teil noch immer gewaltige Privatvermögen reicher Senatoren zuzugreifen oder genügend Reichsbewohner zum Militärdienst anzuwerben.
Erweitert werden die neueren Erklärungsansätze für den Niedergang des Römischen Reiches durch umweltgeschichtliche Aspekte, wie sie Kyle Harper thematisiert. Zugrunde gelegt wird dabei der Prozess der politischen und ökonomischen Veränderung vom 2. Jahrhundert n. Chr., in dem das Römische Reich eine „bevölkerungsreiche, urbanisierte, vernetzte politische Einheit“ gebildet habe, bis zum 7. Jahrhundert, da es zu einer „zersplitterten, agrarischen, wirtschaftlich geschwächten Staatengruppe“ geworden sei. Daran haben laut Harper Klimawandel und Pandemien mitgewirkt. Während der 300 Jahre bis 200 n. Chr. sei das Klima relativ stabil feucht-warm gewesen und habe ertragreiche Ernten begünstigt. In der Endphase des Römischen Reiches hingegen sei das Klima instabil geworden, wie die paläoklimatische Forschung zeige. Seit den späten 160er Jahren habe eine Seuche, die sogenannte Antoninische Pest, als erste auf mehreren Kontinenten wütende Pandemie zu einem starken Bevölkerungsrückgang geführt, u. a. mit der Folge von Soldaten- und Arbeitskräftemangel. Weitere Rückschläge brachten die Cyprianische Pest im 3. Jahrhundert und die Justinianische Pest im 6. Jahrhundert.
Eine monokausale Betrachtungsweise wird niemals allen diffizilen Problemen gerecht werden. Wahrscheinlich durchschauten die Zeitgenossen die Vorgänge eher noch weniger als die moderne Forschung. So konnten keine geeigneten Gegenmaßnahmen ergriffen werden, und die literarischen Quellen führen mitunter in die Irre. Westrom fiel letztlich einem politischen Desintegrationsprozess zum Opfer. Spätestens seit dem frühen 5. Jahrhundert nahm der politische Einfluss der hohen Militärs im Westreich derart zu, dass die Heermeister nun die wahre Macht ausübten. Neben dem Militär entglitten aber auch zusehends wichtige Provinzen (vor allem Africa, bald darauf aber auch große Teile Hispaniens und Galliens) der kaiserlichen Kontrolle. Andere Militärführer oder auch Anführer diverser germanischer gentes agierten währenddessen als Warlords auf eigene Rechnung und profitierten so von der politischen Erosion im Westreich. Die germanischen gentes, die vor allem am Reichtum des Imperiums partizipieren wollten, traten schrittweise an die Stelle der zerfallenden weströmischen Zentralgewalt. Sicher ist: Rom lebte kulturell fort, das griechisch geprägte Ostreich bestand noch bis 1453 – und die Spätantike, so verheerend gewisse Ereignisse für Teile der Bevölkerung gewesen sind, formte das zukünftige Europa entscheidend mit und aktivierte auch dynamische Kräfte.

## Dokumentarfilme
- Rom - Untergang einer Weltmacht. Originaltitel: Qui a tué l’Empire Romain ? TV-Dokumentation von Frédéric Wilner, F 2022; deutsche Synchronfassung Arte 2022 (auch auf youtube.com).